# Signa oss, Gud, och bevara!
Finsk bön (Suomalainen rukous), som psalm Signa oss, Gud, och bevara! är en dikt skriven av Uuno Kailas (1901-1933). I Finska kyrkans psalmbok (Virsikirja 1986) är psalmen nr 584 och i Finlandssvenska psalmboken nr 549.